# Олд-Епплтон (Міссурі)
Олд-Епплтон (англ. Old Appleton) — селище (англ. village) в США, в окрузі Кейп-Джірардо штату Міссурі. Населення — 73 особи (2020).

## Географія
Олд-Епплтон розташований за координатами 37°35′38″ пн. ш. 89°42′39″ зх. д. / 37.59389° пн. ш. 89.71083° зх. д. (37.593907, -89.710705).  За даними Бюро перепису населення США в 2010 році селище мало площу 0,31 км², уся площа — суходіл.

## Демографія
Згідно з переписом 2010 року, у місті мешкало 85 осіб у 27 домогосподарствах у складі 23 родин. Густота населення становила 272 особи/км².  Було 31 помешкання (99/км²).
Расовий склад населення:
| - 100,0 % — білих |

До двох чи більше рас належало 0,0 %. Частка іспаномовних становила 0,0 % від усіх жителів.
За віковим діапазоном населення розподілялося таким чином: 30,6 % — особи молодші 18 років, 57,6 % — особи у віці 18—64 років, 11,8 % — особи у віці 65 років та старші. Медіана віку мешканця становила 30,2 року. На 100 осіб жіночої статі у місті припадало 93,2 чоловіків;  на 100 жінок у віці від 18 років та старших — 110,7 чоловіків також старших 18 років.
Середній дохід на одне домашнє господарство  становив 43 478 доларів США (медіана — 38 750), а середній дохід на одну сім'ю — 47 357 доларів (медіана — 51 250). 
Цивільне працевлаштоване населення становило 11 осіб. Основні галузі зайнятості: мистецтво, розваги та відпочинок — 36,4 %, транспорт — 27,3 %, роздрібна торгівля — 18,2 %, виробництво — 9,1 %.